# Archipel

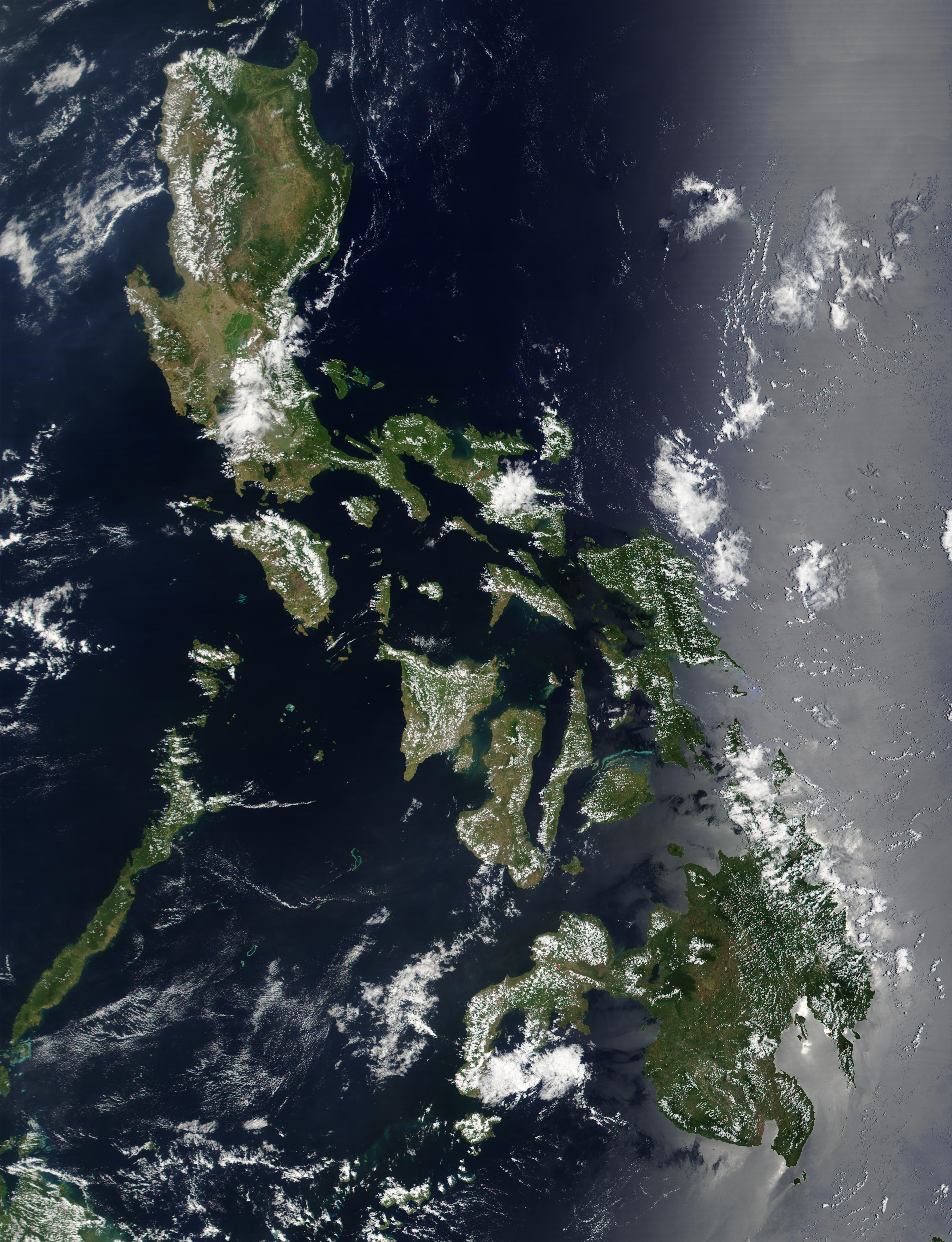
Een satellietfoto van de Filipijnse archipel

Een archipel of eilandengroep is een landvorm die bestaat uit een ketting of tros van eilanden. Archipels bevinden zich vaak in open zee en zijn meestal vulkanische eilanden, die ontstaan langs oceanische ruggen of vulkanische hotspots. Een voorbeeld van een archipel ontstaan door een hotspot is Hawaï, een langgerekte archipel bestaande uit honderden eilanden en eilandjes. 
Het woord is afgeleid van een alternatieve naam van de Egeïsche Zee, Archipelagos, dat letterlijk "hoofdzee" betekent (uit de Griekse woorden archos ("leider") en pelagos ("zee")). De Egeïsche Zee ligt tussen Griekenland en Turkije en telt vele eilanden. Het woord archipel betekende oorspronkelijk dan ook: een zee met veel eilanden erin (een eilandzee), pas later is de betekenis verschoven naar de eilanden die in die zee liggen (een eilandengroep). In de Egeïsche Zee liggen onder andere de tot Griekenland behorende archipels Sporaden, Cycladen 
en Dodekanesos.
De vijf grootste landen die uit een archipel bestaan, zijn Indonesië, Japan, de Filipijnen, Nieuw-Zeeland en het Verenigd Koninkrijk. Het grootste land gelegen in een archipel is Indonesië. De archipel met het grootste aantal eilanden is de Finse archipel.  

## Lijst van archipels

### A
Admiraliteitseilanden - Ålandseilanden – Aldermeneilanden - Aleoeten – Alexanderarchipel - Alorarchipel - Amami-eilanden - Anambaseilanden - Andamanen – Antillen – Antipodeneilanden - Anzjoe-eilanden - Araneilanden – de Archipel (Grevelingenmeer) - Archipel van Turku - Archipel van Madeira - Aroe-eilanden - Ashmore- en Cartiereilanden - Aucklandeilanden - Australeilanden - Azoren

### B
Babuyan-eilanden - Baai-eilanden - Bahama's – Balearen - Ballenyeilanden - Banda-eilanden - Banggai-eilanden - Bankseilanden - Bataneilanden - Batjaneilanden - Bazaruto-archipel - Benedenwindse Eilanden - Berlengas - Binnen-Hebriden - Bismarckarchipel - Bissagoseilanden - Blasket-eilanden - Bonaparte-archipel - Bonin-eilanden of Ogasawara-eilanden - Bountyeilanden - Bovenwindse Eilanden - Britse Eilanden - The Brothers - Buccaneer Archipel - Buiten-Hebriden

### C
Cabrera Archipel - Caicoseilanden - Calamianeilanden - Californische Kanaaleilanden - Campanische Archipel - Canadese Arctische Eilanden - Canarische Eilanden – Caraïben – Cargados Carajos - Carolinen - Catanduaneseilanden - Chathameilanden - Chausey-eilanden – Chelbachebeilanden - Chesterfield-eilanden - Chichijima-groep - Comoren – Côn Đảo - Cookeilanden – Crozeteilanden - Cuyo-eilanden - Cycladen

### D
Dahlak-archipel - Dalmatische Eilanden - Dampier-archipel - Dodekanesos - Driekoningeneilanden - Dry Tortugas - Duizendeilanden - Duke of York eilanden

### E
Egadische Eilanden - Ellice-eilanden - Eolische Eilanden

### F
Faeröereilanden – Falklandeilanden – Fernando de Noronha archipel - Fiji-eilanden - Filipijnen - Flannan eilanden - Florida Keys - Frans Jozefland - Finse archipel - Frioul-archipel

### G
Galapagoseilanden – Genootschapseilanden - Gilberteilanden - Gili-eilanden - Grenadines - Grote Antillen – Grote Soenda-eilanden

### H
Ha Longbaai-eilanden - Hahajima-groep - Haida Gwaii - Halligen - Haparanda-archipel - Hawaïaanse eilanden - Hen and Chicken-eilanden - Heard en McDonaldeilanden - Hebriden - Hoornse Eilanden - Houtman Abrolhos

### I
Îles des Apôtres - Indische Archipel - Ionische Eilanden - Ilhas Desertas - Ilhas Selvagens - Izu-eilanden - Izvestia-eilanden

### K
Kaaimaneilanden - Kaapverdische Eilanden - Kalix-archipel - Kanaaleilanden – Kangean-eilanden - Kei-eilanden - Keizerin Eugénie-archipel - Kepulauan Seribu - Kermadeceilanden - Kerguelen - Kinmen - Kleine Antillen - Kleine Soenda-eilanden - Koerilen - Kolosovycheilanden - Komandorski-eilanden - Koningin Charlotte-eilanden - Koningin Elizabetheilanden - Koraalzee-eilanden - Kvarner-eilanden

### L
Labuanarchipel - Laccadiven – Lease-eilanden - Line-eilanden – Ljachovski-eilanden - Lofoten - Lomaiviti-eilanden - De Longeilanden - Louisiaden - Loyaliteitseilanden - Lubang-eilanden - Lule-archipel - Luzon

### M
Maagdeneilanden – Macaronesië - Magdalena-eilanden - Maldiven – Mamanuca-eilanden -Marianen – Marker Wadden - Marquesaseilanden – Marshalleilanden – Mascarenen - Matsu-archipel - Melanesië - Mercuryeilanden - Mergui-archipel - Micronesië - Mindanao - Molukken - Montebello-eilanden - Mukojima-groep

### N
Natuna-eilanden - Nicobaren - Nieuw-Siberische Eilanden – Nieuwe Hebriden- Nieuw-Zeeland - Nightingale-eilanden - Ninigo-eilanden - Noord-Egeïsche Eilanden – Noord-Molukken - Noordelijke Sporaden - Noordereilanden - Noordland – Nordenskiöldarchipel - Norrbotten-archipel - Nova Zembla -Nuyts Archipel

### O
Obi-eilanden - Okinawa-eilanden - Orkney-eilanden - Osumi-eilanden - Out Skerries

### P
Paraceleilanden - Paspargos-eilanden - Pelagische Eilanden - Penghu-eilanden - Phoenixeilanden - Pinguïn Eilanden - Pitcairneilanden - Pite-archipel - Plavnikovye-eilanden - Polillo-eilanden - Polynesië - Pontijnse Eilanden - Poor Knights-eilanden - Porto Santo - Possessioneilanden

### Q
Quiniluban-eilanden

### R
Recherche-archipel - Revillagigedo-eilanden – Rimski-Korsakovarchipel - Riouwarchipel - Riukiu-eilanden - Romblon-eilanden - Rugged Eilanden

### S
Saint-Pierre en Miquelon - Salomonseilanden – Samoa-eilanden - San Blas-eilanden - Santa Cruzeilanden – Sao Tomé en Principe - Sarangani-eilanden - Saronische Eilanden - Scherenkust van Stockholm - Scilly-eilanden – Serasaneilanden - Seychellen – Shetlandeilanden – Siargao-eilanden - Sint-Matthias-eilanden - Sjantar-eilanden - Skellefte-eilandenl -Snareseilanden - Snow eilanden - Socotra-eilanden – Soela-archipel - Soenda-eilanden - Solentiname Eilanden - Solorarchipel - Solovetski-eilanden - Sonsoroleilanden - Spitsbergen – Sporaden - Spratly-eilanden - Saint Kilda-archipel - Stateneiland - Straat Torres-eilanden - Sulcis-archipel - Sulu-eilanden

### T
Talaud-eilanden - Tambelaneilanden - Tanimbar-eilanden - Tayando-eilanden - Thousand Islands - Tiwi Eilanden - Togian-eilanden - Tokelau - Tonga - Torreseilanden - Toscaanse Archipel - Tristan da Cunha-archipel - Tuamotu-eilanden - Turkseilanden - Turks- en Caicoseilanden

### V
Väderöarna - Vanuatu - Vesterålen - Visayas - Vulkaan-eilanden - Vuurland

### W
Waddeneilanden - West-Estse Archipel - Western Chaineilanden - Whitsundayeilanden

### Y
Yasawa-eilanden

### Z
Zuidelijke Sandwicheilanden - Zuidelijke Orkneyeilanden - Zuidelijke Shetlandeilanden - Zuidelijke Sporaden - Zuidwesteilanden